# Klášter Igriș
Klášter Igriș (rumunsky Mănăstirea Igriș) býval cisterciácký klášter na území dnešního Rumunska a obce Sânpetru Mare v župě Timiș.
Byl založen roku 1179 uherskou královnou Anežkou ze Châtillonu a zakládající konvent přišel z francouzského Pontigny. V roce 1235 zde byl pohřben Anežčin syn a král Ondřej II. O sedm let později byl klášter zle poničen během mongolské invaze a poté přestavěn. Roku 1526 zcela zanikl během tureckého vpádu.